# Cymbuliidae
Cymbuliidae is een familie van weekdieren uit de klasse van de Gastropoda (slakken).

## Onderfamilies
- Cymbuliinae Gray, 1840
- Glebinae van der Spoel, 1976